# Granville (cargo)
Pour les articles homonymes, voir Granville.
Le Granville était un cargo appartenant à la Société Havraise de Transport & de Transit du Havre. Réquisitionné par la marine française, il a été coulé le 13 juin 1940, au large de Paluel, près de Saint-Valery-en-Caux.

## Historique
Ce petit cargo a été construit en Angleterre, en 1930, sur les chantiers Cochrane & Sons à Selby pour la Société Havraise de Transport & de Transit, pour servir principalement au cabotage sur les côtes de la Manche.

### Bataille de Saint-Valery-en-Caux
En 1940, le cargo est réquisitionné par la marine française et devait se rendre, avec d'autres navires, au port de Saint-Valery-en-Caux, pour récupérer des troupes des armées alliées, après l'évacuation de Dunkerque du 26 mai au 3 juin 1940 à la suite de la Bataille de Dunkerque.
En effet, dès le 10 juin, la 7e Panzerdivision menée par Rommel perce jusqu'à la Seine les positions du 9e corps d'armée français du général Ihler ainsi que de la 51e division d'infanterie (Highland) du major-général Fortune, et les isole. Rommel, devinant l'intention des Alliés de s'embarquer pour l'Angleterre fait encercler Fécamp le 10 juin. Par ses tirs d'artillerie, il oblige les marines alliées à s'éloigner : deux de ses navires sont endommagés. Les troupes alliées se replient alors sur Saint-Valery-en-Caux, dernier port de la poche. Le 11, Rommel fait pilonner la ville et le port.
Le 13 juin 1940, l’opération qui durait déjà depuis deux jours était sérieusement compliquée par un manque de communication. Tôt le matin, plusieurs navires se présentèrent devant le port de Saint-Valéry-en-Caux, ignorant que la ville était en train de tomber et que les batteries côtières étaient désormais aux mains de l’ennemi. Parmi ces navires se trouvait le cargo Granvillequi arrivait pour procéder à l’évacuation de troupes alliées encerclées par l’armée de Rommel, ainsi que le Train Ferry N°2. Ils ont été coulés avant même d’avoir pu embarquer qui que ce soit, pilonnés par l’artillerie terrestre dont ils ne se méfiaient pas
Un obus allemand d’un char toucha le Granville dans la salle des machines, qui explosa. Perdant ainsi toute manœuvrabilité il se mit à dériver. Cette première explosion en entraîna une seconde, celle des explosifs stockés dans un compartiment voisin de la machine. Les deux explosions ont ouvert de sérieuses brèches qui ont séparé pratiquement le navire en trois parties. En flammes, le Granville se remplissant d’eau,  sombrà 3 nautiques au large de Saint-Valéry-en-Caux. Sur les 45 personnes à bord, 12 sont mortes ou portées disparues et 7 autres furent blessées. Les survivants ont réussi à se jeter à l’eau sous la mitraille ennemie et furent récupérés par des canots qui les amenèrent au large, hors de portée des tirs, où ils purent être transférés à bord du chalutier Anne-Marie pour être déposés à Cherbourg

### Marins tués dans le cargo Granville
- BINET Jean-François (premier-maître)
- DOUARINOU Jean-Marie (second maître mécanicien)
- GARREC Eugène (quartier-maître)
- MARECHAL Louis-Clément (capitaine de corvette)
- QUEGUINER Lucien (maître mécanicien)
- TALARMAIN François-Marie (matelot gabier)
- THEON Jean-François (matelot)